# Sehithwa
Sehithwa è un villaggio del Botswana situato nel distretto Nordoccidentale, sottodistretto di Ngamiland East. Il villaggio, secondo il censimento del 2011, conta 2.748 abitanti.

## Località
Nel territorio del villaggio sono presenti le seguenti 73 località:
- Bobaatlhogo,
- Boiketso di 21 abitanti,
- Boitapoloso di 23 abitanti,
- Botshabelo di 13 abitanti,
- Dautsa di 92 abitanti,
- Dikgakana di 2 abitanti,
- Dipuo di 10 abitanti,
- Dithutwana di 41 abitanti,
- Ditoro di 12 abitanti,
- Ikageng di 2 abitanti,
- Inola di 4 abitanti,
- John's Farm,
- Joo di 5 abitanti,
- Kaberekele di 31 abitanti,
- Kaibara di 19 abitanti,
- Kamote di 11 abitanti,
- Kanjuwe di 5 abitanti,
- Kgaolo di 13 abitanti,
- Kgetsiyatsie di 17 abitanti,
- Kgopisamotswana di 3 abitanti,
- Latlhamatla di 19 abitanti,
- Lebu (Ngamiland East) di 43 abitanti,
- Lentswana di 123 abitanti,
- Mabeleapodi di 42 abitanti,
- Mabono di 6 abitanti,
- Maile di 40 abitanti,
- Majakomabedi di 3 abitanti,
- Makakung di 119 abitanti,
- Makolwane di 11 abitanti,
- Mangororo di 30 abitanti,
- Maputi di 66 abitanti,
- Maragana di 8 abitanti,
- Marula di 6 abitanti,
- Maselenyane di 105 abitanti,
- Matabolaga di 27 abitanti,
- Matlhomahibidu di 19 abitanti,
- Matseke di 6 abitanti,
- Menomasweu,
- Mmamotaung di 27 abitanti,
- Mochabeng di 6 abitanti,
- Modimonthusa di 23 abitanti,
- Mokolwane di 14 abitanti,
- Mokolwane di 102 abitanti,
- Molatswana di 18 abitanti,
- Mosarasarane di 13 abitanti,
- Mosimanewadiphiri di 1 abitante,
- Mowana di 66 abitanti,
- Mpayanonyane di 9 abitanti,
- Mphampha di 40 abitanti,
- Namanyane di 15 abitanti,
- Naone di 41 abitanti,
- Nxenekau di 21 abitanti,
- Pelobotlhoko di 37 abitanti,
- Pelotelele di 11 abitanti,
- Pelotshetlha di 37 abitanti,
- Phatlhana di 103 abitanti,
- Phirieatsena di 174 abitanti,
- Polokabatho di 3 abitanti,
- Qonga di 92 abitanti,
- Roman di 41 abitanti,
- Rongwa di 124 abitanti,
- Semolo di 30 abitanti,
- Sepanapoleke,
- Serurubele di 5 abitanti,
- Setata Gate di 3 abitanti,
- Setateng di 39 abitanti,
- Setsau di 75 abitanti,
- Shendango di 16 abitanti,
- Tauyanamane,
- Thapolathari di 13 abitanti,
- Thololamoro di 163 abitanti,
- Tsholofelo di 10 abitanti,
- Xhoga di 25 abitanti